# Moskovskij, zaliv
Moskovskij, zaliv är en vik i Antarktis. Den ligger i Östantarktis. Norge gör anspråk på området.